# Oskar (film, 1967)
Oskar (v originále Oscar) je francouzská filmová situační komedie z roku 1967 natočená podle stejnojmenné úspěšné divadelní hry, která se díky svému hlavnímu představiteli dočkala mnoha set repríz. Hlavní roli ve filmu, podnikatele Bertranda Barniera, stejně tak jako před tím mnohokrát na divadle, ztvárnil známý francouzský komik Louis de Funès.